# رود پیژما
رود پیژما رودی است که به رود پیچورا می‌ریزد. این رود از کشور روسیه می‌گذرد.